# 哈斯特萨尔
哈斯特萨尔（Hastsal），是印度德里West县的一个城镇。总人口85848（2001年）。

## 人口
该地2001年总人口85848人，其中男性47420人，女性38428人；0—6岁人口15614人，其中男8188人，女7426人；识字率63.70%，其中男性为71.18%，女性为54.48%。